# Spelaeochernes
Spelaeochernes es un género de arácnido  del orden Pseudoscorpionida de la familia Chernetidae.

## Especies
Las especies de este género son::
- Spelaeochernes altamirae Mahnert, 2001
- Spelaeochernes armatus Mahnert, 2001
- Spelaeochernes bahiensis Mahnert, 2001
- Spelaeochernes dentatus Mahnert, 2001
- Spelaeochernes dubius Mahnert, 2001
- Spelaeochernes eleonorae Mahnert, 2001
- Spelaeochernes gracilipalpus Mahnert, 2001
- Spelaeochernes pedroi Mahnert, 2001